# Serge Lugier
Serge Lugier, né le 17 janvier 1947 à Saint Laurent du Maroni (Guyane) et mort à Bordeaux le 14 avril 2025, est un footballeur français. Il évolue au poste d'ailier droit dans les années 1970.

## Biographie
Originaire de Guyane, Serge Lugier rejoint la métropole en 1970 avec son ami Claude Coumba, et signe au Red Star où il évolue avec l'équipe réserve en D3.
En décembre 1971, il effectue un essai au Stade lavallois lors d'un match amical organisé face aux Tchèques de Brno pour l'inauguration du stade Francis-Le-Basser. Auteur du troisième but et d'une prestation d'ensemble brillante, il convainc Michel Le Milinaire, et les dirigeants lavallois trouvent rapidement un accord avec son club d'origine pour un transfert.
Ailier droit, il devient la coqueluche du stade Francis-Le-Basser, où il se fait remarquer par sa pointe de vitesse et son extrême gentillesse.
En parallèle de sa carrière de footballeur au Stade lavallois, il travaille comme électricien.
Après un passage par l'AS Angoulême, il dispute 25 matchs en Division 1 avec le club de Valenciennes.
Il termine sa carrière en Gironde, d'abord à Saint-Médard-en-Jalles en D3 puis à Castets-en-Dorthe en DH.
Depuis 2015, un complexe sportif porte son nom à Cayenne.

## Carrière de joueur
- 1970-1971 :  Red Star (équipe réserve en D3)
- 1971-1974 :  Stade lavallois (en Division 2)
- 1974-1978 :  AS Angoulême (en Division 2)
- 1978-1979 :  US Valenciennes-Anzin (en Division 1)
- 1979-1983 :  FC Saint-Médard-en-Jalles (en Division 4 puis 3)
- 1983-1984 :  CA Castets-en-Dorthe (DH)